# Клітрини
Клітрини (лат. Clytrinae Lacordaire, 1848) — підродина жуків з родини листоїдів. У світовій фауні налічується близько 1500 видів, приналежних до 62-х родів, які розподілені між шістьма триб.

## Поширення
Поширені, здебільшого, на території Палеарктики.

## Ознаки
Вусики зазубрені.

## Систематика
Деякі автори описують підродину у вигляді триби в підродині Прихованоголових або Криптоцефалін Cryptocephalinae.

## Роди
Calyptorhina 

Cheilotoma 

Chilotomina 

Clytra 

Coptocephala 

Labidostomis 

Lachnaia 

Macrolenes 

Otiocephala 

Otiothraea 

Smaragdina 

Tituboea